# دساو روسلاو
دساو روسلاو أو دسو رسلو (Dessau-Roßlau) مدينة مستقلة ومنطقة حضرية في ولاية ساكسونيا أنهالت الألمانية. تقع عند ملتقى نهري مولده و إلبه.
تشكلت المدينة بدمج مدينة دساو المستقلة مع بلدة روسلاو في إطار تعديل حدود ولاية ساكسونيا أنهالت في 1 تموز 2007. وشمل التعديل خفض عدد المناطق الريفية في ساكسونيا أنهالت إلى 11 (من 21) وعكست الاستمرار المتوقع للتراجع الكبير في عدد السكان الذي تعاني منه الولاية.
ديساو روسلاو هي ثالث أكبر مدينة في ولاية ساكسونيا أنهالت من حيث عدد السكان بعد مدينتي ماغدبورغ وهاله.

## توأمة
لدساو روسلاو اتفاقيات توأمة مع كل من:
- أرجنتوي (1959 - )
- كلاغنفورت (1971 - )
- لودفيغسهافن (1988 - )
- غليفيتسه (1992 - )
- إيبنبورن (1990 - )
- Roudnice nad Labem [الإنجليزية]‏ منذ (2004 - )
- نيمينسينه (1995 - )

## أعلام
- ويلهلم مولر
- ماريك أولريش